# Balassa Gyula
Balassa Gyula (Bánffyhunyad, 1903. augusztus 3. – Budapest, 1974. április 6.) magyar jogász, politikus, rendőr altábornagy, 1945-től 1946-ig Nógrád-Hont vármegye főispánja, 1946 és 1950 között országos rendőrfőkapitány, 1949-től 1950-ig országgyűlési képviselő, 1957 és 1966 között miniszterhelyettesi rangban az Országos Erdészeti Főigazgatóság vezetője.

## Élete
Érettségi vizsgáit követően 1924-től újságíró gyakornokként dolgozott, 1924-től pedig az Igazságügyi Minisztérium számvevőségének munkatársa volt. 1937-ben a pécsi Erzsébet Tudományegyetemen államtudományi doktorátust szerzett, majd 1938 és 1944 között az Igazságügyi Minisztérium előadója volt. A második világháború alatt katonaszökevényként került kapcsolatba a földalatti munkásmozgalommal.
1945 februárjában a Szociáldemokrata Párt tagja lett, és a Közszolgálati Alkalmazottak Szabad Szakszervezetének titkárává választották, majd 1945 júniusában Nógrád–Hont vármegye főispánja és közellátási kormánybiztosa lett. 1946 februárjától 1950-ig altábornagyi redfokozatban országos rendőrfőkapitány volt. 1948-ban belépett a Magyar Dolgozók Pártjába, és az V. kerületi pártszervezet vezetőségi tagja lett, majd az 1949-es országgyűlési választáson a Magyar Függetlenségi Népfront országos listájáról került a parlamentbe.
1950 augusztusában az Államvédelmi Hatóság letartóztatta, és a szociáldemokraták elleni koncepciós perben 12 év börtönbüntetésre ítélték, képviselői mandátumától megfosztották. 1955 novemberében szabadult, 1956 augusztusában rehabilitálták, majd a Budapesti Takarékgyújtós Üzem és a Belkereskedelmi Hűtő- és Üzletberendező Hivatal jogtanácsosaként dolgozott, tagja lett a Magyar Szocialista Munkáspártnak. 1956 decemberében a mezőgazdasági és élelmezésügyi miniszter első helyettesévé és az Országos Erdészeti Főigazgatóság vezetőjévé nevezték ki, tisztségét 1966-os nyugdíjazásáig viselte.
Nyugdíjazása után a Dunakanyar Intéző Bizottság elnöke, illetve haláláig a Mezőgazdasági és Élelmezésügyi Minisztérium tanácsadó testületének tagja volt. Nevéhez fűződik a pilisi parkerdők és a Dunakanyar fejlesztése, valamint a Vadgazdálkodási Tanács és az Országos Trófeabíráló Bizottság megalapítása. Nagy szerepe volt a nagykovácsi Erdészeti Nevelőotthon alapításában, a visegrádi panorámaút építésében, a vadgazdálkodás hosszú lejáratú tervezésének bevezetésében, számos vadászház létesítésében és kiállítás rendezésében.
1974-ben hunyt el Budapesten, a Farkasréti temetőben nyugszik.

### Kutatható iratanyaga
Maradandó értékű iratanyagának egy része szórványként Marosán György államminiszter iratai közé került és azok között kutatható az Országos Levéltár, mai nevén Magyar Nemzeti Levéltár Országos Levéltára őrizetében, a XIX-A-2-s törzsszámon.